# Casa de moneda

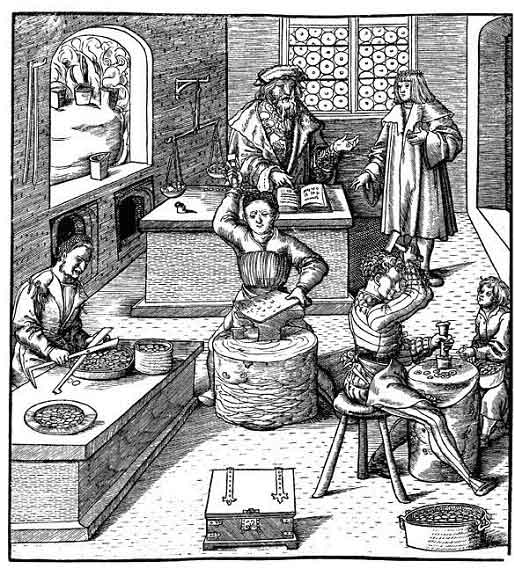
Grabado medieval de una ceca o casa de moneda.

Una casa de moneda, ceca, o casa de la moneda es una instalación industrial en donde se fabrican y acuñan monedas.
La historia de las casas de monedas se correlaciona estrechamente con la historia de las monedas. Al principio, la acuñación martillada o la acuñación fundida eran los principales medios de acuñación de monedas, con las tiradas de producción resultantes que sumaban tan solo cientos o miles. En las casas de moneda modernas, los troqueles de monedas se fabrican en grandes cantidades y las planchetas se convierten en monedas molidas por miles de millones.

## Etimología
El famoso numismático Basilio Sebastiau Castellanos nos dice:

ZECA: Llamábase así en España, y particularmente en Cataluña, a las casas de moneda. La palabra zeca se deriva de una palabra árabe, que en castellano quiere decir Casa de Purificación. Las casas de moneda se han llamado también Ingenio.

La palabra ceca proviene de la voz árabe sikka (en árabe سكّة), que significa moneda y troquel. La voz árabe forma parte también de la frase dar al-sikka (en árabe دار السكّة) cuyo significado es literalmente «casa de la moneda». Un troquel es una pieza frecuentemente cilíndrica hecha de metal duro con los mismos detalles y forma que aparecerán en la moneda, pero en el troquel están incisos o en negativo. El troquel se emplea en la acuñación de la moneda siendo golpeado por un martillo y golpeando, a su vez, al cospel, que es la pieza metálica, generalmente cilíndrica, que tiene dos caras y ambas son diferentes. Acuñar significa batir, troquelar, imprimir por medio de cuño o troquel, es decir, darle forma y relieve, por medio de un golpe o de presión, al trozo de metal que se pone entre la sufridera y el troquel.
La locución casa de moneda está compuesta por la palabra casa, del latín casa que significa 'choza' y moneda, que también deriva del latín, en este caso de monēta, y este de Monēta 'templo de Juno Moneta' ubicado en Roma, en donde se fabricaba la moneda. El origen de la palabra "moneda" se atribuye a la fabricación de monedas de plata en Roma en el año 269 a. C. en el templo de Juno Moneta. Esta diosa se convirtió en la personificación del dinero y su nombre se aplicó tanto al dinero como a su lugar de fabricación.

## Historia

### Primera acuñación de moneda y evolución

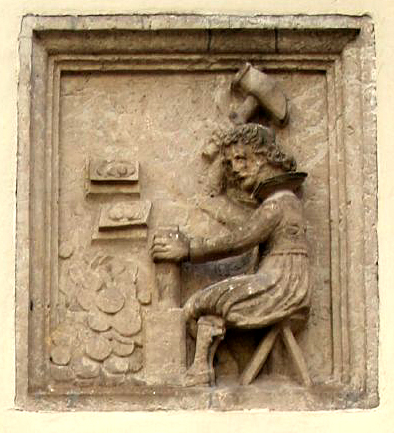
Relieve medieval alemán que representa una acuñación mediante martilleo.

La primera casa de moneda probablemente se estableció en Lidia en el siglo VII a. C. para acuñar oro, plata y electro. La innovación lidia de fabricar monedas bajo la autoridad del Estado se extendió a la vecina Grecia, donde varias ciudades-estado operaban sus propias casas de moneda. Algunas de las primeras casas de moneda griegas estaban dentro de ciudades-estado en islas griegas como Creta. Existía una casa de moneda en la antigua ciudad de Cydonia en Creta al menos ya en el siglo V a. C.

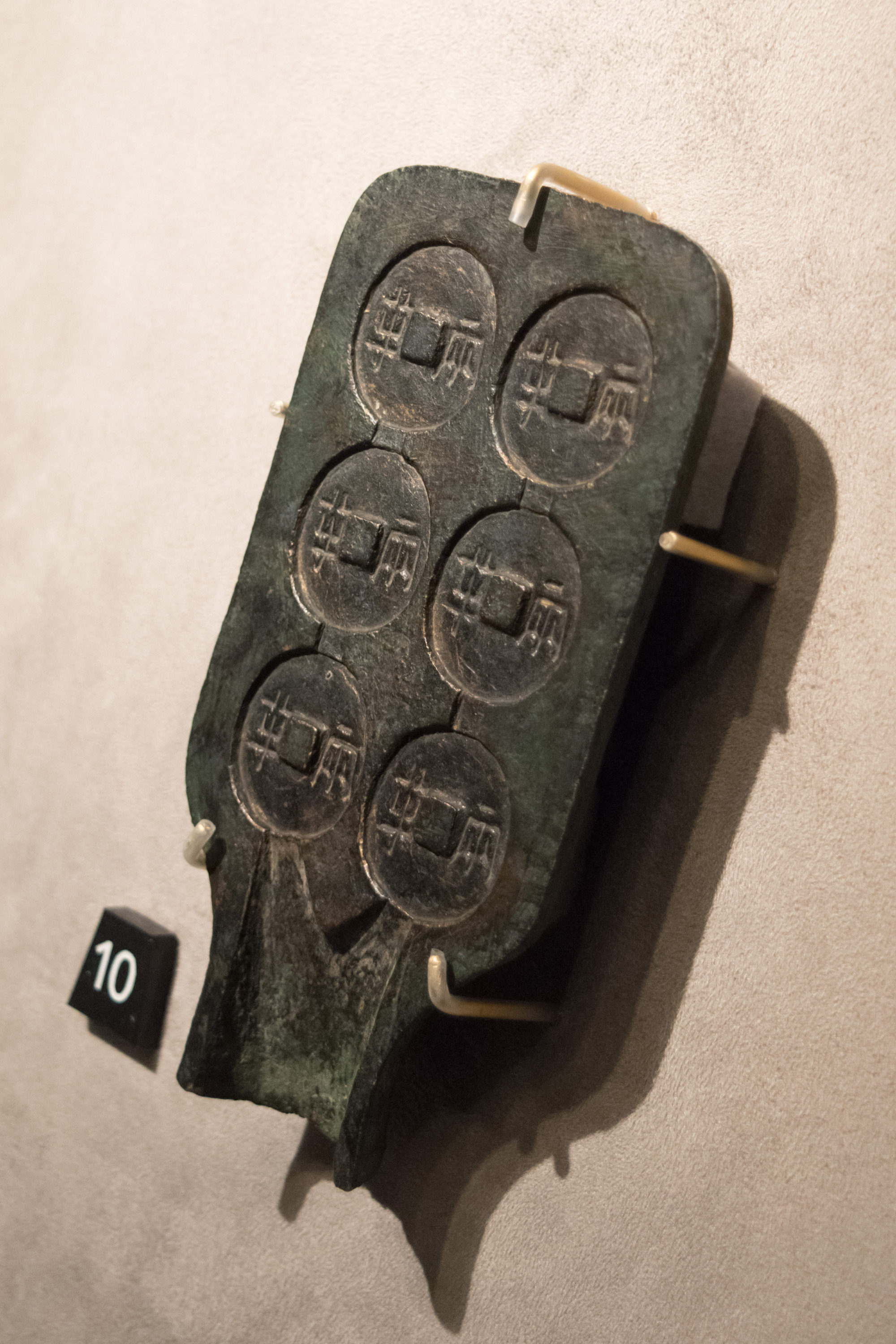
Molde de bronce para acuñar monedas banliang, período de los Reinos Combatientes (475-221 a. C.), estado de Qin, procedente de una excavación en el condado de Qishan, Baoji, provincia de Shaanxi, China

Aproximadamente al mismo tiempo, aparecieron monedas y casas de monedas de forma independiente en China y se extendieron a Corea y Japón. La fabricación de monedas en la República Romana, que data aproximadamente del siglo IV a. C., influyó significativamente en el desarrollo posterior de la acuñación de monedas en Europa. Las casas de moneda romanas se extendieron ampliamente por todo el Imperio y, en ocasiones, se utilizaron con fines propagandísticos. La población a menudo se enteraba de un nuevo emperador romano cuando aparecían monedas con el retrato del nuevo emperador. Algunos de los emperadores que gobernaron sólo por un corto tiempo se aseguraron de que una moneda llevara su imagen; Quieto, por ejemplo, gobernó sólo una parte del Imperio Romano entre 260 y 261 d. C. y, sin embargo, emitió dos monedas con su imagen.

### Tecnología temprana de acuñación de moneda
La fabricación de moneda, desde los inicios de su aparición como medio de pago, fue un proceso artesanal, en medios apropiados en cada momento y lugar. Con los griegos y romanos evolucionó en alguna forma, pero hasta el siglo XVI, la llamada acuñación se vino haciendo sin cambios más destacables que los de anteriores épocas.
En la Edad Media se fundían barras de metal y se martillaban sobre un yunque. Luego se cortaban porciones de las láminas aplanadas con tijeras, se golpeaban entre troqueles y se recortaban nuevamente con tijeras. Un método similar se había utilizado en el Antiguo Egipto durante el Reino Ptolemaico (c. 300 a. C.), pero había sido olvidado. También se cortaban piezas cuadradas de metal a partir de barras fundidas, que se convertían en discos redondos martillando y luego se golpeaban entre matrices. Al golpear, el troquel inferior se fijaba en un bloque de madera y la pieza de metal en blanco se colocaba sobre él a mano. Posteriormente se colocaba el troquel superior sobre la pieza en bruto y se mantenía en posición mediante un soporte alrededor del cual se colocaba un rollo de plomo para proteger la mano del operador mientras se asestaban fuertes golpes con un martillo. Una de las primeras mejoras fue la introducción de una herramienta parecida a un par de tenazas, colocándose los dos troqueles uno en el extremo de cada pata. Esto evitó la necesidad de reajustar los troqueles entre golpes y aseguró una mayor precisión en la impresión. 
La acuñación de moneda durante toda la Edad Media era facultad especial del monarca en funciones. La Casa Real poseía su propia casa de moneda, que consistía en pequeños talleres de herreros y grabadores, talleres ambulantes, que viajaban con la corte.
El monarca español Alfonso VI dio el primer paso en la modernización del proceso de acuñación pues fue el primero en acuñar moneda propia y crear dos casas de moneda estables en las ciudades españolas de Toledo y León. Las monedas que salían de estos establecimientos se llamaban moneda regis o denarios regis y se fabricaron con una aleación de plata y cobre, denominada vellón, que es una palabra del idioma francés billon que significa, lingote. Con los años, la plata fue sustituida por acero o latón.
Las casas de monedas eran pocas y, aunque estables, seguían pareciéndose más a un pequeño taller artesanal que a una fábrica importante de hacer dinero. Hasta que en 1553, un ingeniero alemán llamado Brücher diseñó dos máquinas que vinieron a revolucionar el proceso de acuñación. Una de ellas era el Laminador, máquina accionada por un molino que conseguía láminas de metal de un espesor constante cuando hacía pasar el lingote repetidas veces entre dos cilindros o rodillos de metal duro. La otra era la Prensa de volante que conseguía la fuerza necesaria para la estampación gracias a la inercia de un gran volante. 

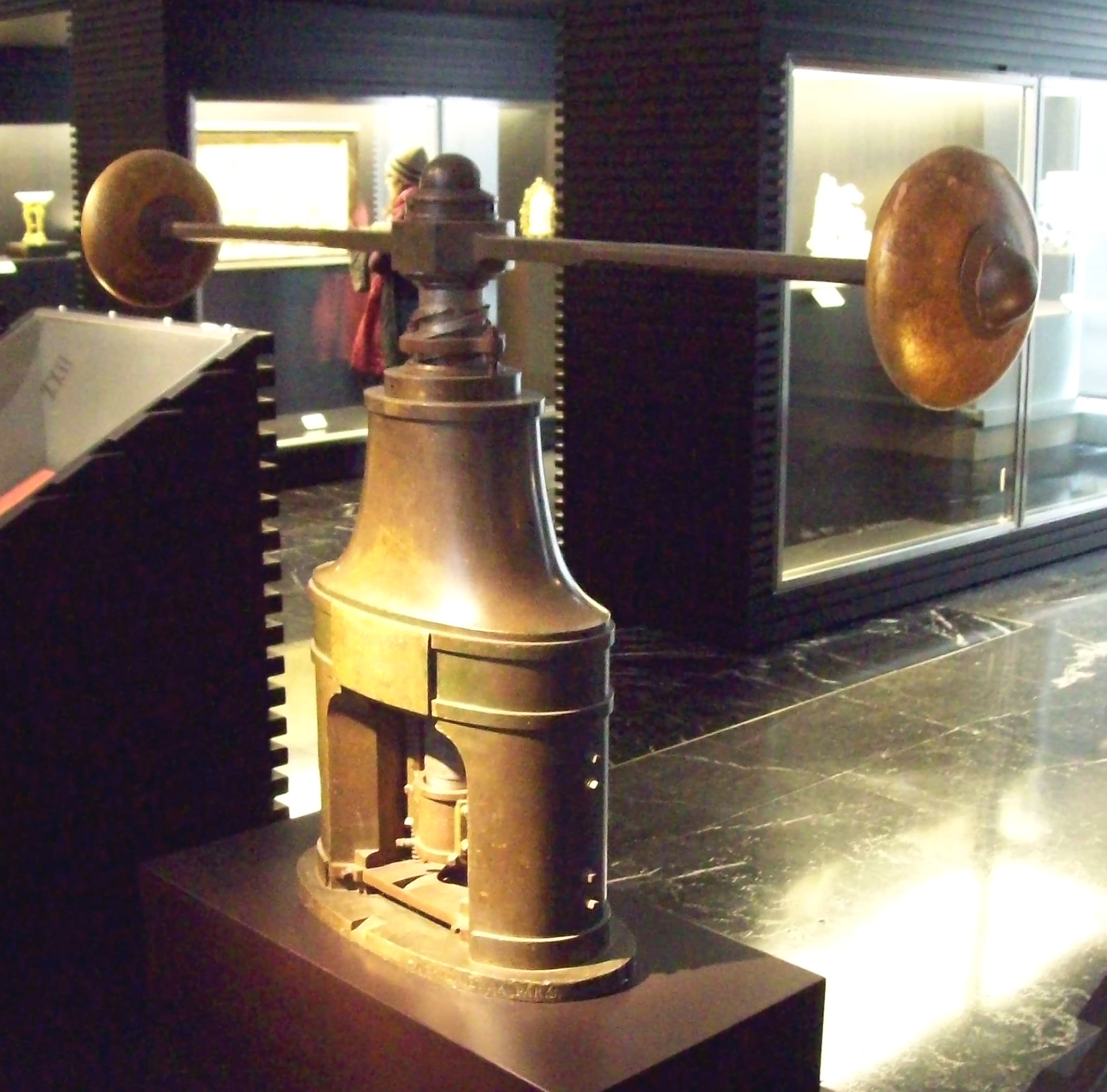
Prensa de volante francesa usada en España en el.

Estas máquinas, de dimensiones considerables, debieron ser instaladas en locales mayores en tamaño a los tradicionales talleres. A partir de estos inventos, comenzaron a sucederse las mejoras en el proceso. En 1830, el ingeniero suizo Jean Pierre Droz inventó el sistema de virola partida, con el cual se conseguía acuñar las dos caras de la moneda a la vez y también el canto o borde de la moneda.
La acuñación del canto era de gran importancia. Las monedas antiguas llevaban el cuño por ambas caras, con el cual el rey garantizaba el peso en metal de la moneda, pero quedaban unos rebordes más o menos grandes e irregulares. Una manera de robo era recortar moneda, de modo que con varios recortes se tenía metal para hacer otra.

### Acuñación con prensa de tornillo
La acuñación mediante un peso que cae se realizaba en muchos lugares entre los martillos manuales y la prensa de tornillo. En la ciudad inglesa de Birmingham, este sistema se desarrolló mucho y se utilizó durante mucho tiempo. En 1553, el ingeniero francés Aubin Olivier introdujo prensas de tornillo para acuñar monedas, junto con rodillos para reducir las barras fundidas y máquinas para perforar discos redondos a partir de láminas de metal aplanadas. Cada cuarto de hora, entre 8 y 12 hombres se relevaban para maniobrar los brazos que accionaban el tornillo que golpeaba las medallas. Posteriormente, los rollos fueron impulsados por caballos, mulas o fuerzas hidráulicas.
Enrique II se topó con la hostilidad por parte de los fabricantes de monedas, por lo que el proceso fue descartado en gran medida en 1585 y sólo se utilizó para monedas de pequeño valor, medallas y fichas. El sistema fue reintroducido en Francia por Jean Varin en 1640 y la práctica del martillado fue prohibida en 1645. En Inglaterra, la nueva maquinaria se probó en Londres en 1561, pero se abandonó poco después, finalmente sería adoptada en 1662, aunque las piezas antiguas continuaron en circulación hasta 1696.

### Acuñación industrial
Las técnicas industriales y la energía de vapor fueron introducidas en la fabricación de monedas por Matthew Boulton en Birmingham en 1788. En 1786, dos tercios de las monedas en circulación en Gran Bretaña eran falsificadas, y la Royal Mint respondió a esta crisis cerrándose, empeorando la situación. El industrial Mathew Boulton centró su atención en la acuñación a mediados de la década de 1780 como una extensión de los pequeños productos metálicos que ya fabricaba en su fábrica del Soho. En 1788 estableció una Casa de la Moneda como parte de su planta industrial. Ese mismo año inventó una prensa de tornillo accionada por vapor (su maquinaria original se utilizó en la Royal Mint hasta 1881, casi un siglo después), que funcionaba mediante presión atmosférica aplicada a un pistón. El pistón estaba en comunicación con un recipiente de vacío desde el cual se había bombeado el aire mediante vapor.